# Оппенгеймер (місячний кратер)
Кра́тер Оппенге́ймер (лат. Oppenheimer) — гігантський стародавній метеоритний кратер у південній півкулі зворотного боку Місяця. Назва присвоєна в честь американського фізика-теоретика Роберта Оппенгеймера (1904—1967) і затверджена Міжнародним астрономічним союзом у 1970 році. Утворення кратера відбулось у нектарському періоді.

## Опис кратера

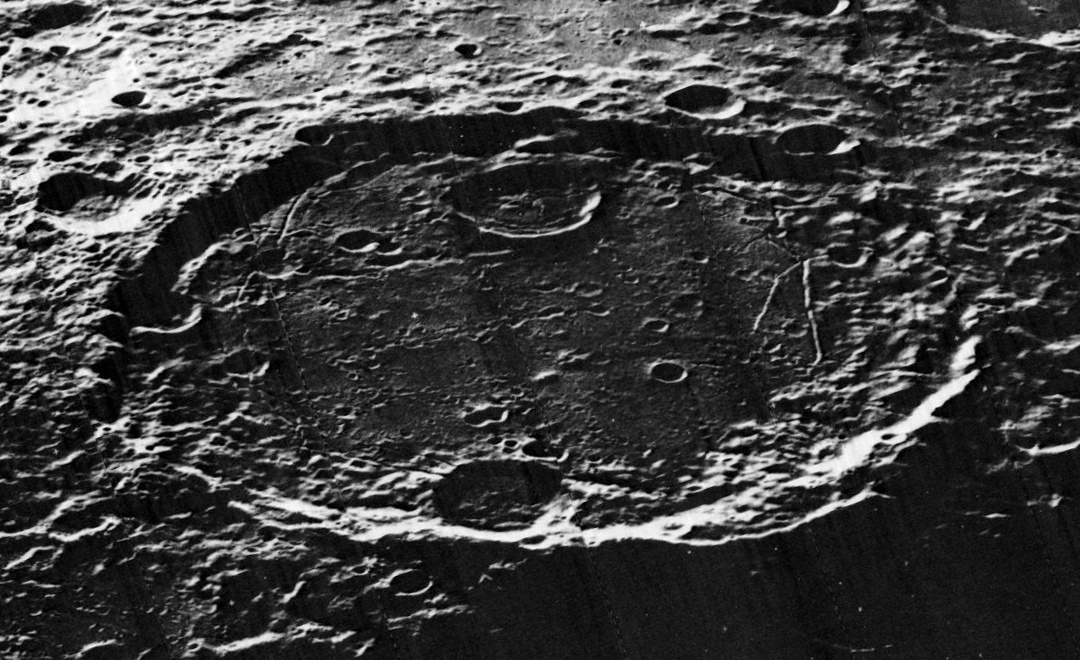
Світлина зонда Lunar Orbiter — V (північ праворуч)

Найближчими сусідами кратера є кратер Румфорд на півночі північному заході; кратер Вокер на півночі північному сході; кратер Аполлон на сході; кратер Максутов на півдні південному заході і кратер Девіссон на заході південному заході. Селенографічні координати центру кратера 35°19′ пд. ш. 166°02′ зх. д. / 35.32° пд. ш. 166.03° зх. д., діаметр 201 км, глибина 3,1 км.
Кратер Оппенгеймер має полігональну форму і зазнав значних руйнувань. Вал згладжений, південний і північний край валу практично зрівнялися з навколишньою місцевістю. Внутрішній схил валу є дуже вузький у західній частині і значно розширюється у східній, південно-східна частина внутрішнього схилу перекрита сателітним кратером Оппенгеймер H. По периметру підніжжя внутрішнього схилу розташовується система борозен. Дно чаші є відносно рівним, у західній частині чаші розташовуються три великих області з низьким альбедо, ймовірно утворені пірокластичними відкладами, в одній з цих областей знаходиться сателітний кратер Оппенгеймер U. У східній частині чаші розташовано чотири невеликі ділянки з низьким альбедо.

## Сателітні кратери
| Оппенгеймер | Координати                                                  | Діаметр, км |
| ----------- | ----------------------------------------------------------- | ----------- |
| F           | 34°59′ пд. ш. 160°38′ зх. д. / 34.98° пд. ш. 160.64° зх. д. | 35,9        |
| H           | 36°45′ пд. ш. 163°22′ зх. д. / 36.75° пд. ш. 163.37° зх. д. | 32,9        |
| R           | 37°26′ пд. ш. 170°25′ зх. д. / 37.43° пд. ш. 170.42° зх. д. | 34,5        |
| U           | 34°28′ пд. ш. 168°08′ зх. д. / 34.47° пд. ш. 168.14° зх. д. | 37,1        |
| V           | 32°08′ пд. ш. 172°58′ зх. д. / 32.13° пд. ш. 172.97° зх. д. | 32,0        |
| W           | 32°25′ пд. ш. 168°58′ зх. д. / 32.41° пд. ш. 168.97° зх. д. | 19,2        |

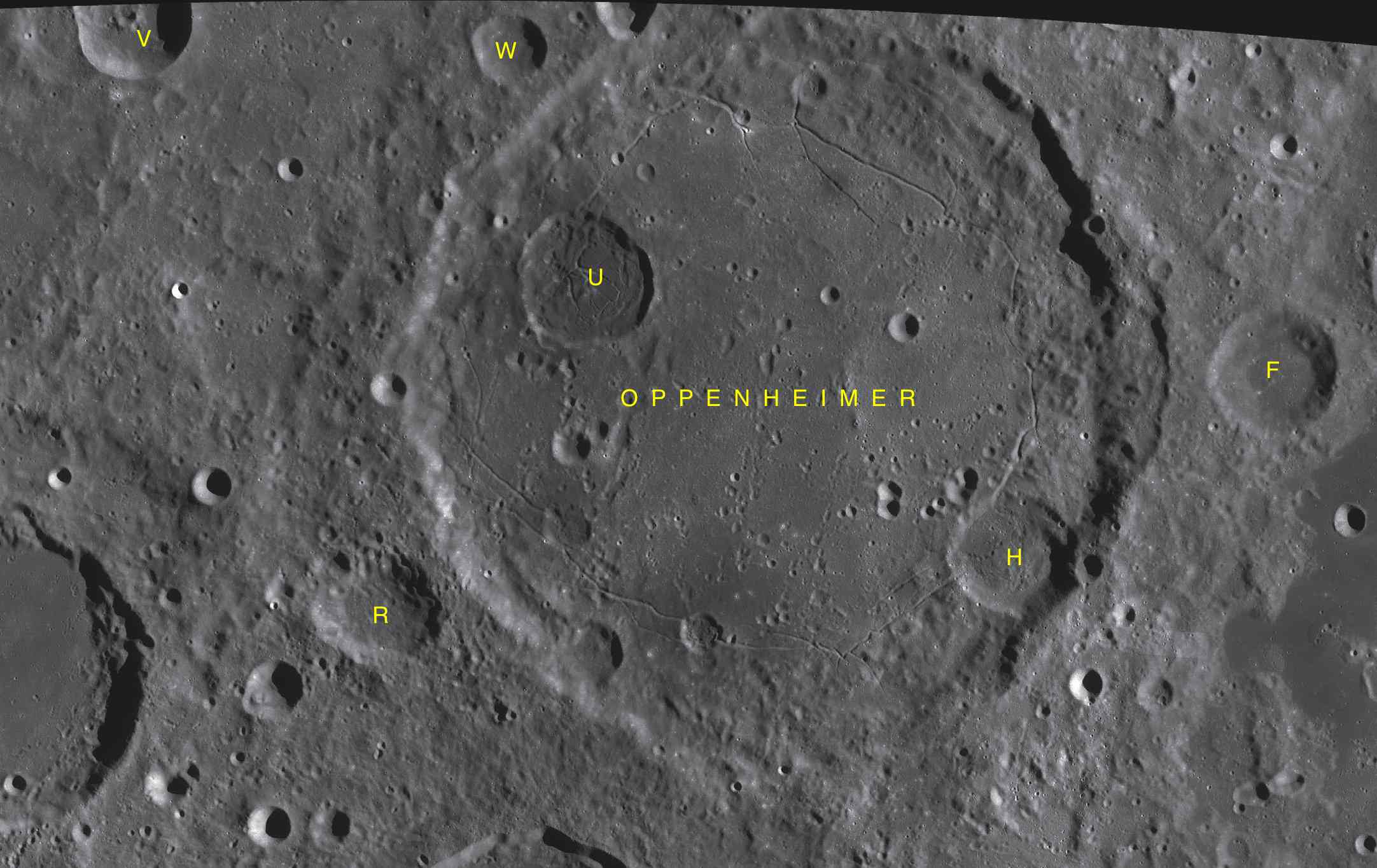
Фрагмент мапи LAC-120.

- Утворення сателітних кратерів Оппенгеймер F і H відбулось у нектарському періоді[1].
- Утворення сателітного кратера Оппенгеймер U відбулось у ранньоімбрийському періоді[1].
- Утворення сателітного кратера Оппенгеймер V відбулось у ератосфенівському періоді[1].